# Jack I. Gregory
Jack Irvin Gregory est né le 2 juin 1931 à Somerset au Kentucky,  est un général américain qui s'illustra notamment lors de la guerre de Corée.

## Biographie
Il est né à Somerset au Kentucky en 1931. Il est diplômé de Somerset High School en 1949.
En 1952, il obtient un baccalauréat en droit de l'Université du Kentucky de science. Après le collège, il a convaincu son amour de lycée de l'épouser. Il a commencé sa carrière militaire en juin 1953 comme sous-lieutenant dans l'Armée de l'Air des États-Unis de réserve. 
Il est entré en formation de pilotes à Columbus Air Force Base, au Mississippi et a reçu ses ailes en Juillet 1954 à Greenville Air Force Base au Mississippi. Sa première mission opérationnelle a commencé en décembre 1954, quand il a été affecté aux forces aériennes d'Extrême-Orient, il a volé dans un F-86 Sabre à la base aérienne de Suwon en Corée du Sud, et la base aérienne de Misawa au Japon. De retour aux États-Unis en décembre 1957, il a volé dans un F-86 à Perrin Air Force Base au Texas jusqu'en août 1963.
Après l'obtention de son diplôme de sa maîtrise en administration publique de 1964 de l'Université George Washington, il est affecté à la 337e Fighter Group, à l'aéroport international de Portland, dans l'Oregon, il vole dans un F-102 Delta Dagger. L'année suivante, Gregory est stationné à Davis-Monthan en Arizona et vol avec un McDonnell Douglas F-4 Phantom II Phantom II dans la 4454e Combat Crew Training Squadron. 
En mai 1966, il est affecté au 53e Escadron d'appuis tactique à la base aérienne de Bitburg, en Allemagne de l'Ouest, comme commandant d'escadrille de F-4D Phantom II. En août 1968, il devient officier des opérations du 23e Escadron d'appui tactique à Bitburg et reste dans cette position lorsque l'escadron déménage à la base aérienne de Spangdahlem, Allemagne de l'Ouest.
En septembre 1969, il est transféré au 13e Escadron d'appui tactique, Udorn Royal Thai Air Force Base, en Thaïlande, où il sert d'abord comme officier des opérations, puis devient commandant de l'unité de combat F-4D Phantom II. Au cours de cette mission, il réalise plus de 250 missions de combat.
De novembre 1970 to août 1973, il est affecté au Quartier général de la Force aérienne des États-Unis à Washington DC, il travaille aux affaires politiques et militaires internationales pour l'Asie du Sud-Est, au Bureau du sous-chef d'état-major pour les plans et les opérations. Après l'obtention du diplôme de l'Air War College en juin 1974, il a été nommé commandant adjoint pour les opérations de la 31e Escadre de chasse, à Homestead Air Force Base, en Floride.
En juillet 1975, il devient vice-commandant de la 347e Escadre de chasse tactique à la Moody Air Force Base, en Géorgie, et est nommé commandant de l'aile en août 1976.
En juin 1981, il est transféré à la base aérienne de Nellis, dans le Nevada, en tant que commandant de l'United States Air Force Tactical Fighter Weapons Center.